# Buchkunstbewegung
Die Buchkunstbewegung bezeichnet eine von Deutschland ausgehende Reformbewegung zwischen den 1890er und den 1930er Jahren, deren Ziel es war, die formale, handwerkliche und künstlerische Qualität von Büchern, Zeitschriften und Druckschriften nachhaltig zu verbessern. Zentren waren München, Berlin, Leipzig und Darmstadt. Wichtige Träger der Buchkunstbewegung waren Zeitschriften, Hand- oder Privatpressen, Pressendrucker, Verlage und Druckereien, Typografen, Künstler, Schriftsteller, Architekten, Antiquare, Bibliothekare, Bibliophile und Bibliophilen-Gesellschaften.
Im Mittelpunkt der Bewegung stand die künstlerische Gesamtgestaltung des Buches, das Streben nach perfekter Harmonie von Text, Schriftart, Illustration, Papier, Druck und Bucheinband. Die Buchkunst wirkte prägend für die moderne Schrift- und Buchgestaltung. Ab Mitte der 1920er Jahre übernahmen Künstler des Bauhauses die Rolle der Avantgarde in der Buchgestaltung. Einzelne Pressen, Verlage und Künstler wirkten noch bis zur „Machtergreifung“ der Nationalsozialisten 1933 bzw. zum Beginn des Zweiten Weltkrieges. Besonders ein Großteil der Privatpressen, die nach 1945 noch oder wieder druckten, beriefen sich auf die Tradition der Buchkunstbewegung.
Die Buchkunstbewegung wurde auch von anderen Ländern aufgegriffen, insbesondere im Osten und Südosten Europas, während in Skandinavien und den Niederlanden die englische Pressenbewegung großen Widerhall fand.

## Buchkunstbewegung in Deutschland
Seit dem Ende des 19. Jahrhunderts gab es auf Grund der technischen Fortschritte und maschineller Weiterentwicklungen, immer mehr minderwertig hergestellte Massenproduktionen, in den unterschiedlichsten Bereichen. Durch die Industrielle Revolution wurde das Buch ein Massenartikel und verlor seinen persönlichen Charakter. So standen sich zwei Arten von produzierten Büchern gegenüber: Zum einen die reich und edel ausgestatteten Prachtwerke, die dem gehobenen Bürgertum und dem Adel in ihrem Repräsentationsbedürfnis dienten und zum anderen die qualitativ minderwertig in Massenproduktionen hergestellten Bücher.
Diese unbefriedigende Situation rief als Erneuerungsbewegung in der Buchgestaltung die Buchkunstbewegung hervor. Diese, das Buchwesen betreffende Erneuerungsbewegung ist aber nicht als selbstständige und isolierte Reform zu verstehen, sondern ordnet sich in eine das gesamte Kunstgewerbe betreffende Reform ein. So sind es auch mehrere und unterschiedliche Strömungen, die der Buchkunst in Deutschland einen neuen Weg ebneten.

## Vorläufer der Bewegung
Einen großen Einfluss auf die Erneuerung der Buchkunst in Deutschland übten die englischen Privatpressen aus. Hier wurde bewusst das traditionelle Handwerk gepflegt und das kommerzielle Interesse stand im Hintergrund. Als Beispiel ist die im Jahre 1891 von William Morris gegründete Kelmscott Press zu nennen.
Der bedeutendste Berater der Presse, Sir Emery Walker, wurde auch von deutschen Vertretern, die sich um eine Erneuerung des Buchwesens bemühten, aufgesucht und um Ratschläge gebeten. Einen großen Bekanntheitsgrad erlangte die englische Buchkunst durch die Verbreitung der seit 1893 herausgegebenen Kunstzeitschrift The Studio, die gerade auch der jüngeren Generation deutscher Buchkünstler neue Wege der Kunst zeigte.
Eine Gruppe von Künstlern fand sich um 1870 in München zusammen und prägte den kurzweiligen Münchner Stil, die „Münchner Renaissance“. Die Gründer fühlten sich dazu berufen dem Buch zu seiner ursprünglichen qualitativen Ausstattung und Schönheit zu verhelfen. Dies geschah nicht aus Profitgier, sondern aus Liebe zu Büchern. Der Inhalt, sowie die Ausstattung und Typographie unterlagen den individuellen Vorlieben der Gründer. Kennzeichnend war, dass sie auf Stilmittel verschiedener Künstler früherer Epochen zurückgriffen und diese in ihren Werken kopierten.
Während Morris’ technischer und stilistischer Rückgriff auf vergangene Epochen in England eine echte Erneuerung der Buchkunst herbeiführte, kam man in Deutschland zunächst nicht über die Nachahmung alter Drucke hinaus. Erst die folgende Generation bemühte sich um einen eigenen Stil, auch unter der Einbeziehung der neuen technischen Möglichkeiten und mit der bewussten Ablehnung des Historismus.

## Förderer der deutschen Buchkunstbewegung
Die Erneuerung der Buchkunst und ihre Bewegung wurde von einem großen Kreis verschiedener Persönlichkeiten vorangetrieben. Schriftsteller und Dichter, die auf die Missstände im Buchwesen hinwiesen, förderten die Bewegung. Ebenso begabte Künstler, aufgeschlossene Verleger, neu gegründete Pressen und Zeitschriften.
Allen gemeinsam war das Ziel, dem Buch in seiner Gestaltung den Zugang in die damals Moderne Kunst zu ermöglichen und die Typographie, den Buchschmuck, die Illustrationen und die maschinelle Buchproduktion in ein einheitliches Gesamtprogramm zu integrieren.
Der Jugendstil, der sich zu dieser Zeit der Belle Époque entwickelte, prägte als Kunststil den Beginn der Buchkunstbewegung in Deutschland. Auch wenn der Kunststil der „Münchner Renaissance“ nicht von langer Dauer war, so wurden sich dennoch einige Buchreformer der Qualität und Schönheit der Frühdrucke bewusst und versuchten in ihrem weiteren Bestreben, diese wieder gefundene Schönheit neu umzusetzen.

## Die Anfänge
Der Verleger Georg Hirth veröffentlichte Neudrucke alter Werke und stellte künstlerische Ansprüche an seine Veröffentlichungen. Seine gestalterischen Vorlieben fand er in den Drucken der Renaissance und seine Reformbemühungen wirkten positiv bei den Künstlern und Anhängern der Bewegung.
Auch der Verleger Max Huttler setzte sich, mit einer Vorliebe für die Epoche der Gotik, für die Qualitätssteigerung seiner Ausgaben ein. Er wandte sich gegen die Nachahmung alter Frühdrucke. Sie sollten zwar Vorbilder sein und in ihrem Wesen studiert werden, dennoch sollte das Ziel eine neue Art der Buchgestaltung sein.
Unter dem Einfluss der englischen, französischen und japanischen Künste sowie des vielseitigen Jugendstil-Künstlers Henry van de Velde versuchte man in Deutschland, die Krise im Buchgewerbe zu überwinden und das neu gewonnene Stilempfinden umzusetzen. Es bildeten sich neue künstlerische Interessengemeinschaften, die ihre Reformideen und künstlerischen Leistungen in einer Vielzahl von neu gegründeten Zeitschriften veröffentlichten.

## Die Zeitschriften
Die Zeitschrift Pan wurde im Jahre 1895 von Otto Julius Bierbaum und Julius Meier-Graefe herausgegeben und erschien fünf Jahre. Hier vereinigten sich Künstler und Freunde der Kunst, sowie Wissenschaftler um ihre allgemeinen künstlerischen Interessen auszuleben und umzusetzen, die aber nicht allein die Buchkunst betrafen. Im Pan wurden die ersten Drucke der Kelmscott Press abgebildet, sowie Werke des Englischen Künstlers Aubrey Beardsley veröffentlicht. Neben den altbekannten deutschen Künstlern, bekamen hier auch junge Talente eine Chance und wiesen den künstlerischen Gestaltungsarten der Zeitschrift neue Richtungen. Eine wesentliche Neuerung im Zuge der Buchkunstentwicklung, nahm die Seitengestaltung der Zeitung ein. So wurde zum Beispiel jeder Beitrag der ersten Ausgabe in einer anderen Schrift gedruckt und die Zeitschrift mit reichem dekorativen Buchschmuck, welcher vom neuen Kunststil bestimmt und beeinflusst wurde, ausgestattet.
In München verlegte Georg Hirth ab 1896 eine weitere Zeitschrift, von großer künstlerischer Bedeutung: Die Jugend war namensgebend für den neuen Kunststil in Deutschland, den Jugendstil. Im Gegensatz zum Pan erreichte die Jugend, durch ein weitgestecktes Interessensspektrum und unterschiedlichste Themenbereiche, ein breiteres Publikum. Ganz im Sinne Hirths gelang in der Jugend die Abwendung vom Historismus, hin zu einer neuen vorbildhaften dekorativen Gestaltungsweise. Aber nicht nur die künstlerische Gestaltung wurde hier neu umgesetzt, sondern auch der Versuch unternommen, alle Teile der Zeitschrift, wie Typographie und Illustrationen, in ein harmonisches Gesamtverhältnis zu setzen.
Die Zeitschrift Die Insel erschien von 1899 bis 1902. Ihre Gründer waren Otto Julius Bierbaum, Alfred Walter Heymel und Rudolf Alexander Schröder. In ihr wurde der Schwerpunkt schon auf die typographische Gestaltung und auf ein einheitliches Erscheinungsbild der Zeitschrift gesetzt. Im letzten Jahrgang der Zeitschrift verzichtete man fast völlig auf den dekorativen Ausstattungsanteil.
Weitere neu gegründete Zeitschriften von künstlerischer und literarischer Bedeutung, waren unter anderem der 1896 von Albert Langen gegründete und verlegte Simplicissimus sowie die von dem Münchner Verleger und Kunstmäzen Hans von Weber initiierten Veröffentlichungen Hyperion (1908 bis 1910) und Der Zwiebelfisch (1909 bis 1934).

## Bedeutende Verlage und Verleger
In den letzten Jahren des 19. Jahrhunderts entstand der neue Typus des Literarischen Individualverlegers. Für diesen war nicht allein der finanzielle Erfolg seines Verlages von Interesse, sondern die gezielte Förderung von Autoren und des Literaturbetriebes als ganzem. Einer der bedeutendsten Verleger, welcher sich um eine Reform im Buchwesen bemühte, war Eugen Diederichs. Er wurde von den Kunsttheorien John Ruskins beeinflusst und orientierte sich auch am ästhetischen Programm von William Morris. Angetrieben wurde Diederichs von der Vorstellung, das Buch vom Einband bis hin zum Buchschmuck zu erneuern. Er beauftragte Künstler mit der gesamten Gestaltung von Büchern und verlieh seinen Verlagswerken so ein individuelles Erscheinungsbild. Diese Verantwortung, die Gestaltung eines gesamten Buches zu übernehmen, übertrug er auch auf jüngere Talente. Er unterstützte und förderte sie und verhalf ihnen durch verschiedene Betätigungsfelder zu einer Weiterentwicklung ihres künstlerischen Schaffens. Neben der Förderung junger Künstler konnte Diederichs die Mitarbeit einiger der bedeutendsten Buchgestalter der Zeit für sich gewinnen – Buchkünstler wie Emil Rudolf Weiß, Fritz Helmuth Ehmcke, Johann Vincenz Cissarz, Peter Behrens, Heinrich Vogeler und Rudolf Koch arbeiteten für seinen Verlag. Mit der Veröffentlichung seiner Werke strebte Diederichs weniger finanzielle Erfolge an, sondern bewies vielmehr aus einem erzieherischen Interesse heraus, dass eine Erneuerung der Buchkunst ohne die Beeinflussung des Materialismus und des vorherrschenden Stilempfindens stattfinden konnte. Inhaltlich konzentrierten sich die Ausgaben auf die anerkannte Weltliteratur, Märchen, die Sammlung Thule, eine Sammlung altnordisch-isländischer Sagen, und religiöse Werke.

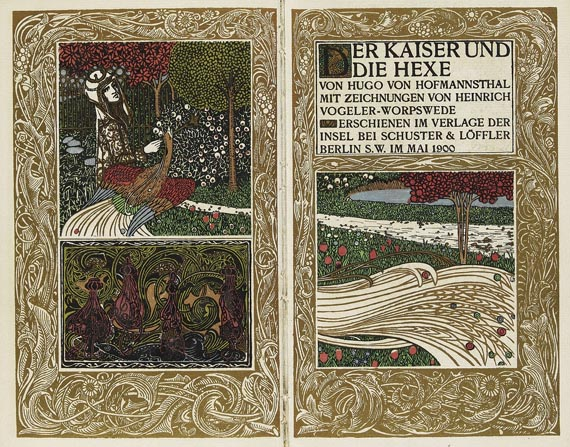
Heinrich Vogeler: Illustrationen zu Hugo von Hofmannsthals Der Kaiser und die Hexe, 1900 im Insel Verlag erschienen

Neben Diederichs machte sich auch der Insel Verlag um die Buchkunstbewegung verdient. Der Verlag ging im Jahr 1901 aus der 1899 gegründeten, gleichnamigen Zeitschrift hervor. Nach Ausscheiden der Insel-Gründer Alfred Walter Heymel und Rudolf Alexander Schröder wurde er zunächst von Rudolf von Poellnitz geleitet. Im Jahre 1904 übernahm Carl Ernst Poeschel kommissarisch die Verlagsleitung, 1905 stieg Anton Kippenberg mit ein und war ab 1906 alleiniger Leiter und Inhaber. Unter seiner Leitung erlangte der Insel Verlag eine führende Stellung im Buchgewerbe. Auch hier standen eine einheitliche Buchgestaltung und ein harmonisches Erscheinungsbild im Vordergrund. Jedes Buch des Insel-Verlages sollte seinem Zweck und Inhalt entsprechend künstlerisch durchgestaltet werden. Neben Luxusdrucken erschien im Insel-Verlag auch die Insel-Bücherei, eine Reihe hervorragend gedruckter, individuell gestalteter und hochwertig ausgestatteter Pappbände zu äußerst günstigen Preisen. Die Insel-Bände werden bis heute im Erscheinungsbild weitgehend unverändert aufgelegt; im Herbst 2014 erschien der 1401. Band. Der Insel-Verlag beteiligte sich darüber hinaus an einer Reihe weiterer bibliophiler Unternehmungen wie der Janus-Presse und der Ernst-Ludwig-Presse.
Im Jahre 1906 wurde der Hyperion Verlag Hans von Weber in München gegründet. Eines der wichtigsten Verlagsprojekte war die Kunstzeitschrift Hyperion, die nur drei Jahrgänge erlebte, in diesen aber höchst fruchtbar war – sie brachte unter anderem Erstlingswerke von Kafka und Musil. Die ab 1907 erscheinenden Bücher des Verlages zielten auf ein intellektuell und geschmacklich gebildetes Publikum; zu den Autoren zählten u. a. Gilbert Keith Chesterton und André Gide. Ab 1909 brachte der Hyperion-Verlag Luxusbücher in streng limitierten Auflagen wie z. B. die Drucke für die Hundert sowie die Zeitschrift Zwiebelfisch, eine Zeitschrift für Geschmack in Büchern und anderen Dingen, die vornehmlich Themen aus dem Bereich Buchkunst, Buchhandel und Typografie behandelte. Ernst Rowohlt und Dr. Julius Schröder übernahmen 1913 den belletristischen Verlag, 1917 kam er an Kurt Wolff, und Hans von Weber konzentrierte sich auf die Luxusreihen und den Zwiebelfisch. Darüber hinaus stand er auch der modernen Buchproduktion positiv gegenüber und unterstützte das Ziel, mithilfe neuer technischer Möglichkeiten günstige und dennoch hochwertige Bücher herzustellen.
Weitere Verlage von hoher Bedeutung waren u. a. Tempel Verlag, Hesperos Verlag und S. Fischer Verlag sowie später der Avalun-Verlag, ferner die Verlage von Georg Müller, Albert Langen, Ernst Rowohlt, Bruno Cassirer und Paul Cassirer.

## Die Entwicklung der Pressen

### Beginn der Privatpressen
Nach der illustrativen Periode des Jugendstils und der Beeinflussung der Kunst durch Henry van de Velde, der Wiener Sezession und anderen Strömungen, setzte um 1900 eine Konzentration auf die Schriftentwicklung, eine typographische Phase, ein.
Diesen Stilbeginn und sein Erscheinungsbild prägten die Werke der Privatpressen. Nach dem englischen Vorbild schlossen sich Buchgestalter und Künstler zu kleineren Arbeitsgemeinschaften zusammen. Die Gründung der Pressen ermöglichte den Künstlern ihre Werke nach ihrem individuellen Geschmack und persönlichen Vorlieben zu gestalten. Die Buchkünstler konnten unabhängig von den Programmen der Verlage arbeiten und waren nicht mehr von den Zwängen eines kommerziellen Geschäftsbetriebes abhängig.

### Steglitzer Werkstatt
Die Steglitzer Werkstatt leitete diese Entwicklung ein. Sie wurde im Oktober 1900 von Fritz Helmuth Ehmcke, Friedrich Wilhelm Kleukens und Georg Belwe gegründet. Belwe stellte sein Haus in Steglitz für die Unterbringung der Werkstatt zur Verfügung. Bemerkenswert ist die Tatsache, dass keiner der drei Künstler das Druckhandwerk erlernt hatte. Ihre Werke zeichneten sich durch ein sicheres kunstästhetisches Empfinden aus, sie stellten zu der dekorativen Phase des Jugendstils einen ruhigen und schlichten Gegenpol dar. Mit relativ einfachen Mitteln produzierten die Künstler hochwertige und qualitätsvolle Ausgaben und Akzidenzien, deren Erscheinen großen Einfluss auf die nachfolgenden Pressegründer übte. Die Möglichkeit, Bücher fern vom damaligen modernen Stilempfinden, frei zu gestalten und die erfolgreiche Umsetzung der Reduzierung eines Werks auf seine wesentlichen Elemente fanden große Bewunderung.

### Janus-Presse
Richtunggebend für diese weitere neuere Entwicklung der Buchkultur war die Gründung der Janus-Presse 1907 in Leipzig. Ihre Gründer waren der Drucker Carl Ernst Poeschel und der Buchkünstler Walter Tiemann. Poeschel hatte bei einem Aufenthalt in England die Bekanntschaft des englischen Druckers und Typographen Emery Walker, den Berater William Morris’, des Begründers der Kelmscott Press, gemacht. So orientierte sich das festgelegte Programm der Janus-Presse an den Forderungen von William Morris und seinen Anhängern, die aber eigenständig umgesetzt wurden. Poeschel konzentrierte sich auf eine gediegene, in sich geschlossene Satzgestaltung und legte große Sorgfalt auf die Druckarbeit. Der Schwerpunkt der Janus-Presse lag auf der künstlerischen Durchgestaltung eines Buches, da allein die Ausstrahlung der Schrift und ihre harmonische Gliederung das Kunstwerk „Buch“ bildeten.
Den verschiedenen Strömungen des Jugendstils und deren Entwicklung hin zu überladenen, von dekorativem Buchschmuck überfüllten Ausgaben, trat nun eine schlichte aber edle Ausarbeitung der typographischen Formen gegenüber. Für die Werke der Presse gebrauchte Poeschel als Letter unter anderen die Behrens-Type sowie mehrere von Tiemann und Weiß entworfene Typen. Das erste Werk der Presse, die Römischen Elegien von Goethe, war das erste künstlerische Buch im reinen typographischen Stil. Im Jahre 1918 wurde die Presse dem Insel-Verlag angegliedert und 1923 geschlossen. In den 16 Jahren ihres Bestehens sind nur fünf Werke der Janus-Presse in den Druck gegangen.

### Ernst-Ludwig-Presse
Ebenfalls im Jahr 1907 gründete der Großherzog von Hessen, Ernst Ludwig, in Darmstadt eine eigene Druckerei: die Ernst-Ludwig-Presse. Die Leitung der Presse oblag den Brüdern Friedrich Wilhelm und Christian Heinrich Kleukens. Während Friedrich Wilhelm die Schrifttypen der Presse und den Buchschmuck entwarf, übernahm sein Bruder die Gestaltung der Drucke. Im Gegensatz zur Janus-Presse konnte sich innerhalb der Ernst-Ludwig-Presse die Gestaltung eines rein typographisch angelegten Werks nicht durchsetzen. Der völlige Verzicht auf Illustrationen und dekorativen Buchschmuck fand nicht statt. Nach dem Ersten Weltkrieg trennten sich die beiden Brüder und Friedrich Wilhelm gründete die Ratio-Presse. Christian Heinrich kehrte zur Ernst-Ludwig-Presse zurück, aber schon im Jahre 1919 gründete er zusammen mit Rudolf G. Binding die Kleukens-Presse in Darmstadt. 1927 folgte er der Berufung aus Mainz und übernahm die Leitung der Mainzer Presse des Gutenberg-Museums.

### Bremer Presse
Die Bremer Presse wurde 1910 von Ludwig Wolde und Willy Wiegand gegründet. Die Doves Press und das buchästhetische Programm Thomas Cobden-Sandersons waren ihre Vorbilder. Die Presse wurde unter anderem literarisch von Rudolf Borchardt, Hugo von Hofmannsthal oder Rudolf Alexander Schröder geprägt. Charakteristisch für die Werke der Presse war der völlige Verzicht auf dekorativen Buchschmuck, mit Ausnahme der Gestaltung von Titeln und der Ausarbeitung von Initialen von Anna Simons, einer Schülerin von Edward Johnston. Wie bei den Werken der Doves Press war es Ziel der Presse, Bücher herzustellen, deren Schriften gegenüber dem Inhalt zurücktraten. Die Schrift sollte einzig die vermittelnde Rolle zwischen den Wörtern und denen sich beim Leser entwickelten Gedanken übernehmen. Die Werke der Bremer Presse erfuhren in der Öffentlichkeit große Anerkennung. Neben bibliophilen Drucken stellte sie auch günstigere Bücher her, die in ihrer Schlichtheit und Qualität überzeugten. Der Presse gelang es, dass das schöne Gebrauchsbuch einem breiten Publikum zukam.

### Officina Serpentis
Im Jahre 1911 wurde die Officina Serpentis von Eduard Wilhelm Tieffenbach gegründet. Auch Tieffenbach war als Wissenschaftler im Druckhandwerk unerfahren und musste die Druck- und Satztechnik neu erlernen. Die Werksauswahl Tieffenbachs wurde von seiner Vorliebe für die Zeit der Frühdrucke geprägt. Er legte mehrfach Druckwerke des 15. und 16. Jahrhunderts neu auf. Dabei schuf er jedoch keine Kopien oder Faksimiles, sondern Drucke von eigenständiger Ästhetik. Eigens für die dekorative Ausstattung seiner Werke engagierte er Künstler, welche die mittelalterliche Formgebung studiert hatten und deren Wesen nachspüren bzw. umsetzen konnten. Tieffenbach gelang es, die Schönheitsgesetze der Wiegendrucke für seine Werke neu zu entdecken und zu formulieren. Zu den Werken der Officina Serpentis zählen u. a. zahlreiche Jahresgaben für die Bibliophilen-Vereinigung Maximilian-Gesellschaft.

### Rupprecht-Presse
Auch Fritz Helmuth Ehmcke gründete 1913 seine eigene Presse in München, die nach dem bayerischen Kronprinzen benannte Rupprecht-Presse. Literarisch beraten wurde er von dem Dichter und Bibliophilen Karl Wolfskehl. Als bedeutender Schriftkünstler bzw. Schriftschöpfer druckte Ehmcke seine Werke mit denen von ihm entworfenen Schrifttypen. Die Schrift stellte für ihn den Grundstock eines guten Buches dar und er verzichtete auf dekoratives Beiwerk. Der industriellen Buchproduktion sollten seine Werke als qualitative Vorbilder dienen.
Während die Buchkunst in der Zeit vor dem Ersten Weltkrieg von einer typographischen Phase bestimmt wurde, erfolgte in der Nachkriegszeit wieder die Hinwendung zu illustrativ gestalteten Werken.

### Cranach-Presse
Dieser Übergang lässt sich an den Werken der Cranach-Presse verfolgen. Sie wurde 1913 von Harry Graf Kessler in Weimar gegründet und nach dem berühmten Künstler Lucas Cranach benannt. Kessler war Schriftsteller und Politiker und folgte der Idee eines vereinten Europas. Mit Hilfe seiner Drucke versuchte er die künstlerische Einheit Europas hervorzuheben, indem er einige der bekanntesten europäischen Buchkünstler engagierte oder ihre Mitarbeit gewinnen konnte. Die Werke der Cranach-Presse prägte ein ungewöhnliches neuartiges Erscheinungsbild, bestimmt durch typographische Versuche und die Rückkehr zu einem illustrativen Stilempfinden.

### Officina Bodoni
1922 gründete der im Haus der Cranach-Presse aufgewachsene Giovanni Mardersteig im schweizerischen Montagnola die Officina Bodoni. Die Presse hatte ihren Namen nach dem italienischen Drucker und Typograph Giambattista Bodoni und verfügte über die Lizenz, mit dessen Original-Schriften zu drucken. Ihr Schwerpunkt lag auf einer herausragenden Typographie in der Tradition der italienischen Schriftkünstler. Eigens für die Drucke seiner Presse entwarf Mardersteig auf der Grundlage historischer Vorbilder eine Reihe von Schriften, die er bei dem Pariser Stempelschneider Charles Malin schneiden ließ. Die Officina Bodoni entwickelte sich zur langlebigsten und erfolgreichsten der festländischen Privatpressen und war bis 1977 aktiv.

### Pressen der Nachkriegszeit
Nach dem Zweiten Weltkrieg haben zahlreiche Privatpressen Versuche unternommen, die buchkünstlerischen Errungenschaften und Traditionen aus der Vorkriegszeit lebendig zu erhalten und weiterzuentwickeln. Beispiele sind die in den Fünfziger- bis Siebzigerjahren gegründeten Pressen von Otto Rohse und Herbert Post oder die Trajanus-Presse und die Raamin-Presse von Roswitha Quadflieg. Den geänderten Verhältnissen und technischen Möglichkeiten folgend, bedienen sich bibliophile Publikationen heutzutage jedoch häufig des Offsetdruck-Verfahrens. Wenige kleinere Verlage drucken aber auch weiterhin in traditioneller Drucktechnik Pressendrucke, zum Beispiel die Corvinus Presse. 

## Buchkünstler
Während der Herausbildung einer neuen Buchkultur und der Konzentration auf die Erneuerung der Buchkunst, bildete sich eine in ihren Tätigkeitsbereichen veränderte Künstlergruppe heraus: die Buchkünstler. Sie konzentrierten sich auf die verschiedenen Künste rund um die Gestaltung und Produktion von Büchern. Nach einer längeren Beschäftigung mit der Materie Buch und zahlreichen Experimenten entwickelten sich die verschiedensten Künstler, unter anderem Maler, Drucker, Architekten, oder Designer, zu hervorragenden Schriftkünstlern bzw. Schöpfern, Illustratoren usw. Große künstlerische Bedeutung kam den Buchkünstlern zu, die die Gestaltung einzelner Werke oder ganzer Reihen übernahmen und ihnen damit die Möglichkeit geboten wurde, ein Buch frei nach ihren individuellen Vorlieben neu zu kreieren.
Natürlich änderte die allgemeine Reform des Kunstgewerbes auch die Strukturen der akademischen Kunstschulen. Neue fachspezifische Klassen und Abteilungen wurden gegründet, die einzig für die Vermittlung der Buchkunst zuständig waren. Renommierte Buchkünstler, die sich während der Erneuerung der Buchkunst verdient gemacht hatten, wurden als Lehrbeauftragte an Kunstschulen berufen, oder gründeten selbst neue Ausbildungsstätten. Unter der Vielzahl hervorragender Künstler können hier nur wenige hervorgehoben werden.
Der Maler und Literat Emil Rudolf Weiß begann mit seinen ersten buchkünstlerischen Arbeiten im Verlag Diederichs. Er entwickelte sich durch sein künstlerisches Schaffen zu einem der bedeutendsten Buchgestalter und Schriftkünstler der neuen Buchkultur. Neben der künstlerischen Mitarbeit an den Werken des Diederichs Verlags gestaltete er auch Bücher für den S. Fischer Verlag, den Insel-Verlag und war mitverantwortlich für die künstlerische Ausstattung der Tempel-Klassiker. Im Gegensatz zu anderen Künstlern war er nie Gründer bzw. Mitgründer einer eigenen Presse, er übernahm aber gelegentlich Aufträge, wie zum Beispiel von der Officina Serpentis.
Fritz Helmuth Ehmcke war in vielen Bereichen künstlerisch tätig. Er schuf Illustrationen und wandte sich dem Schriftzeichnen zu. Wie Weiß arbeitete Ehmcke für Diederichs und andere Verlage. Er entwarf zahlreiche Schriften, unter anderen die Ehmcke-Fraktur oder die Ehmcke-Antiqua und verfasste theoretische Werke über die Entwicklung der Schrift. Im Jahre 1900 war Ehmcke einer der Mitbegründer der Steglitzer Werkstatt, 1913 gründete er die Rupprecht-Presse und wurde von der Bayerischen Akademie zum Professor berufen.
Der Buch- und Schriftkünstler Walter Tiemann war hauptsächlich für den Insel-Verlag tätig und einer der Mitbegründer der Janus-Presse, der ersten deutschen Privatpresse. Mit dem Verleger Anton Kippenberg und dem Drucker Carl Ernst Poeschel war er in enger Freundschaft verbunden. Später unterrichtete Tiemann an der Staatlichen Akademie für graphische Künste und Buchgewerbe in Leipzig. Wie Ehmcke sich der Schrifterziehung widmete, war auch Tiemann als Lehrer und Buchkünstler tätig. In seiner Rolle als Schriftschöpfer, war sein Ziel leserliche, schlichte aber elegante Schriften zu entwickeln die auf keinen Fall gekünstelt und aufdringlich wirken sollten. Dies gelang ihm zum Beispiel mit der Tiemann-Kursive oder der Tiemann-Fraktur.
Marcus Behmer war wie die meisten Buchkünstler ebenfalls in mehreren künstlerischen Bereichen tätig und machte sich vor allem in seiner Tätigkeit als Illustrator und Graphiker verdient. Er orientierte sich zunächst an der Kunst von Aubrey Beardsley und wandte sich aufgrund Beardsleys Einfluss den Werken von Charles Ricketts zu, in welchen Behmer sein Vorbild fand. Wie die anderen Buchkünstler, stellte er sein Können mehreren Pressen und Verlagen zur Verfügung.
Eine enge und fruchtbare Zusammenarbeit verband den Buchkünstler Paul Renner mit dem Verleger Georg Müller. Renner arbeitete als einziger verantwortlicher Buchgestalter für Müllers Verlag und erbrachte eine Vielzahl von künstlerischen Leistungen. Nach Müllers frühem Tod im Jahre 1917 wandte sich Renner gegen seinen früheren Arbeitsstil, hatte er sich doch in seinem reichen Schaffen und Stilempfinden allzu oft den Richtlinien des Verlagsprogramms unterordnen müssen. Fortan wurde er ein eifriger Vertreter der typographischen Periode und setzte sich mit den Möglichkeiten der maschinellen Produktion von Büchern auseinander. Die von ihm entworfene Futura setzte einen Höhepunkt und stellte eine bedeutende Weiterentwicklung der damaligen Schriftkunst dar. Später unterrichtete Renner an der Meisterschule für Deutschlands Buchdrucker in München.
Neben den erwähnten Buchgestaltern sind unter anderen Otto Hupp und seine frühen typographischen Leistungen, Otto Eckmann, der die Eckmann-Schrift entwickelte, der künstlerisch eigene Stil von Melchior Lechter, welcher 1907 die Einhorn-Presse gründete, Thomas Theodor Heine, der Schutzumschläge für Albert Langen entwarf und natürlich Rudolf Koch zu nennen.
Allen Buchkünstlern, ob sie nun Anhänger der dekorativen, floralen und malerischen Periode des Jugendstils waren, oder ob sie den Stil der typographischen Phase bevorzugten, gemeinsam war die Neugestaltung von Büchern, mit dem Ziel, ihnen wieder ein neues Wesen einzuhauchen, und deren Rückbesinnung zu einem schönen Gebrauchsgegenstand.